# Temple Mill Island
Temple Mill Island ist eine Insel in der Themse flussaufwärts von Marlow und flussabwärts des Temple Lock. Die Insel liegt am südlichen Flussufer bei Hurley.
Die Insel ist nach drei Wassermühlen benannt, die auf der Insel standen und zum Schlagen von Kupfer und Bronze genutzt wurden. Heute gibt es auf der Insel moderne Wohnhäuser und eine Brücke verbindet sie mit dem Festland.
Daniel Defoe erwähnt die Insel in A tour thro’ the whole island of Great Britain (1724–1727).